# جغرافیای گرنادا

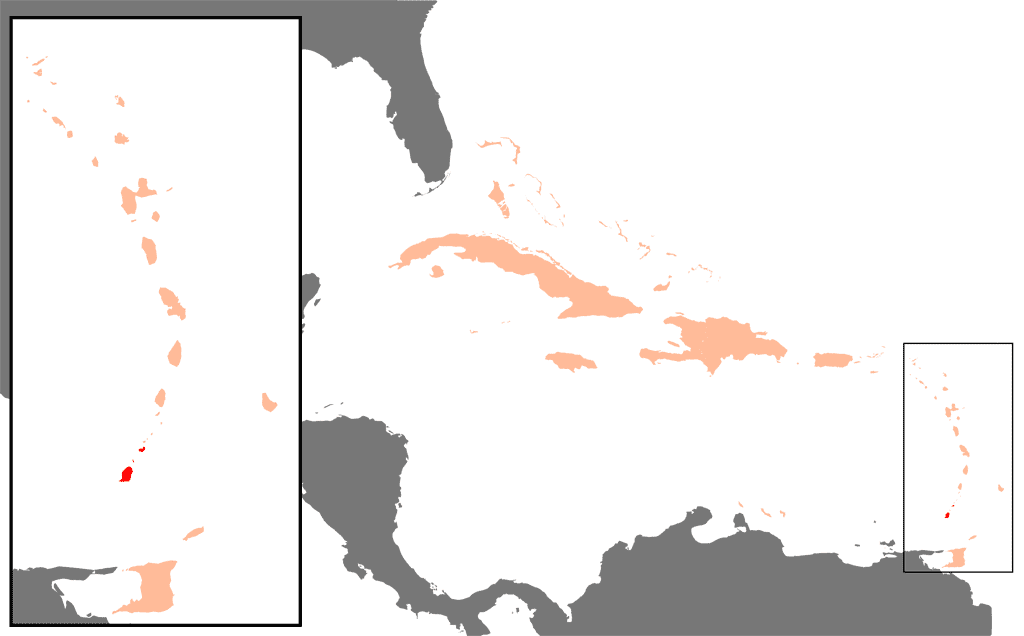
موقعیت گرنادا در کارائیب.

گرنادا کشوری جزیره‌ای است که بین دریای کارائیب و اقیانوس اطلس در شمال ترینیداد و توباگو واقع شده‌است. موقعیت آن ۱۲°۰۷′ شمالی ۶۱°۴۰′ غربی / ۱۲٫۱۱۷°شمالی ۶۱٫۶۶۷°غربی است. در این جزیره که به‌طور کامل کشور گرنادا را تشکیل می‌دهد هیچ پهنه آبی داخلی بزرگی وجود ندارد. خط ساحلی آن ۱۲۱ کیلومتر است. خاستگاه این جزیره آتشفشانی و اراضی آن کوهستانی است.
گرانادا جنوبی‌ترین جزایر بادگیر است. این کشور سه‌جزیره‌ای شامل جزیره گرنادا، جزیره کاریاکو (بزرگترین جزیره در زنجیره گرنادین)، و همسایه آن، پتی مارتینیک است. گرانادا شامل ۳۱۰ کیلومتر مربع زمین ناهموار و کوهستانی، با جنگل‌های بارانی گرمسیری سرسبز و دشتی کوچک است. کوه‌های مرکزی آن حدود ۲۰۰۰ فوت از سطح دریا ارتفاع دارند. گیاهان ادویه‌ای در هر کیلومتر مربع بیشتر از هر جای دیگری در جهان در اینجا کشت می‌شود. منابع طبیعی گرنادا شامل الوار، میوه‌های استوایی و بنادر آب‌های عمیق است.
گرنادا و مناطق دورافتاده عمدتاً خالی از سکنه آن، جنوبی‌ترین جزایر بادگیر هستند. زنجیره جزایر گرنادین از حدود ۶۰۰ جزیره تشکیل شده‌است. آن دسته که در جنوب کانال مارتینیک قرار دارند متعلق به کشور گرنادا هستند، و آن دسته که در شمال کانال قرار دارند بخشی از کشور سنت وینسنت و گرنادین‌ها هستند. گرنادا و قلمروهای آن در حدود ۱۶۰ کیلومتری شمال ونزوئلا، تقریباً در ۱۲ درجه عرض شمالی و ۶۱ درجه طول جغرافیایی غربی قرار دارند. خشکی‌های این کشور منطقه کوچکی به وسعت ۴۳۳ کیلومتر مربع را اشغال می‌کنند. گرنادا که به دلیل تولید جوز هندی و پوست جوز هندی به جزیره ادویه معروف است، با وسعت ۳۱۰ کیلومتر مربع یا تقریباً به اندازه شهر دیترویت، بزرگترین جزیره این کشور است. این جزیره بیضی‌شکل است و در جنوب توسط یک خط ساحلی ناهموار احاطه شده‌است. بیشینه پهنای آن سی و چهار کیلومتر و بیشینه درازای آن نوزده کیلومتر است. سینت‌جورجس، پایتخت و مهم‌ترین بندر کشور، در نزدیکی مردابی در ساحل جنوب غربی واقع شده‌است. از تمام جزایر متعلق به گرنادا، تنها دو مورد از این جزایر حائز اهمیت هستند: کاریاکو، با چند هزار نفر جمعیت، و همسایه آن پتی مارتینیک، تقریباً در ۴۰ کیلومتری شمال شرقی گرنادا و با ۷۰۰ نفر جمعیت.

## ناهمواری‌ها

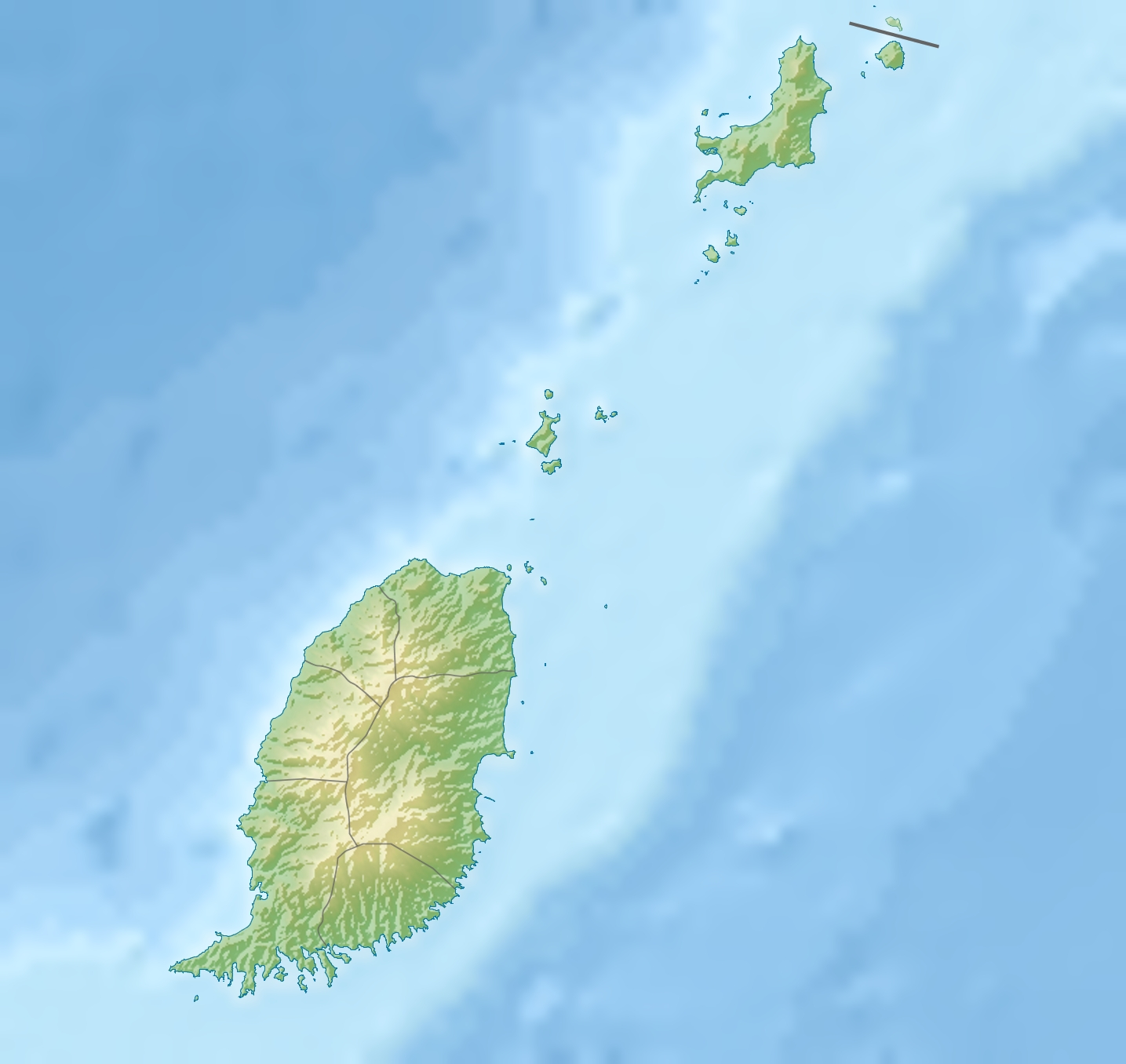
نقشه ناهمواری‌های گرنادا

بخشی از زنجیره آتشفشانی در کمان آنتیل کوچک، ارتفاع گرنادا و قلمروهای آن معمولاً از ۳۰۰ متر تا بیش از ۶۰۰ متر از سطح دریا متفاوت است. گرنادا نسبت به مستملکات دورافتاده‌اش ناهموارتر و دارای پوشش گیاهی متراکم‌تر است. زمین‌های گرنادا از یک دشت باریک و ساحلی در یک محور شمالی-جنوبی متشکل از برآمدگی‌ها و دره‌های باریک به سمت داخل ارتفاع می‌گیرد. کوه سنت کاترین با ۸۴۰ متر ارتفاع بلندترین قله است.
اگرچه بسیاری از سنگ‌ها و خاک‌های این جزیره منشأ آتشفشانی دارند، مخروط‌های آتشفشانی در گرنادا از دیرباز خاموش بوده‌اند. تنها آتشفشان فعال شناخته شده در این منطقه «کیک‌اِم ژنی» است که در شمال، بین گرنادا و کاریاکو قرار دارد. برخی از ویژگی‌های شبکه جویبارها در گرنادا از گذشته آتشفشانی آن باقی مانده‌است. چند دریاچه در دهانه‌های آتشفشانی وجود دارد که بزرگترین آنها گراند اتانگ است. بالادست رودخانه‌ها تندآبی هستند و باعث سیل و رانش زمین می‌شوند، اما جویبارهای مناطق پست حرکتی آرام دارند و پر پیچ و خم هستند.

## جدول جزایر
| شماره | جزیره                 | مرکز                  | دیگر شهرها                                   | مساحت (کیلومتر 2) | جمعیت  |
| ----- | --------------------- | --------------------- | -------------------------------------------- | ----------------- | ------ |
| ۱     | جزیره کالیوینی        | بندر کالیوینی در جنوب |                                              | 0.28              | 20     |
| ۲     | گرنادین‌ها (جنوب)      | هیلزبورو              | خلیج بزرگ                                    | 37.77             | 8150   |
| ۲٫۱   | کاریاکو               | هیلزبورو              | لوریستون، گراند بی،                          | 34                | 7200   |
| ۲٫۲   | جزیره ناوچه           |                       |                                              | 0.39              | 0      |
| ۲٫۳   | جزیره بزرگ            |                       |                                              | 0.5               | 0      |
| ۲٫۴   | پتی مارتینیک          | ساحل شمالی            | تپه پیتون، ساحل جنوب غربی                    | 2.37              | 950    |
| ۲٫۵   | جزیره شور             | عمارت خانواده جان     |                                              | 0.28              | 0      |
| ۲٫۶   | جزیره سفید            | خلیج لیمکیلن          |                                              | 0.05              | 0      |
| ۲٫۷   | جزایر بیشتر           | پتیت دومینیکا         | مابویا، سندی، توباگوی کوچک                   | 0.18              | 0      |
| ۴     | جزیره گلاور           | خلیج دگرا             |                                              | 0.06              | 0      |
| ۳     | جزیره گرنادا          | سنت جورج              | سنت دیوید، گرنویل، سوتورس، ویکتوریا، گویاوه، | 306.00            | 100930 |
| ۵     | جزایر پریش سنت پاتریک | جزیره شکر             | جزیره رونده                                  | 4.28              | 2      |
| ۵٫۱   | جزیره پرنده           |                       |                                              | 0.03              | 0      |
| ۵٫۲   | جزیره کایل            | ساحل غربی             | خلیج نهنگ                                    | 0.70              | 0      |
| ۵٫۳   | جزیره الماس           | نقطه جنوب غربی        |                                              | 0.22              | 0      |
| ۵٫۴   | جزیره سبز             |                       |                                              | 0.14              | 0      |
| ۵٫۵   | لو تانت               | گراند تانتس           | پتی تانتس                                    | 0.3               | 0      |
| ۵٫۶   | جزیره رونده           | اسکله جنوبی           | خلیج فروشگاه ذرت                             | 2.70              | 0      |
| ۵٫۷   | جزیره شنی             | ساحل غربی             |                                              | 0.11              | 0      |
| ۵٫۸   | جزیره شکر             | عمارت نقطه جنوب غربی  |                                              | 0.08              | 2      |
| ۶     | دیگر                  | جزیره خوک             | جزیره خوک                                    | 0.35              | 0      |
|       | گرنادا و گرنادین‌ها    | سنت جورج              | سنت دیوید، گرنویل، ساتورز، گویاوه، هیلزبورو، | 348.5             | 109102 |

## آب و هوا

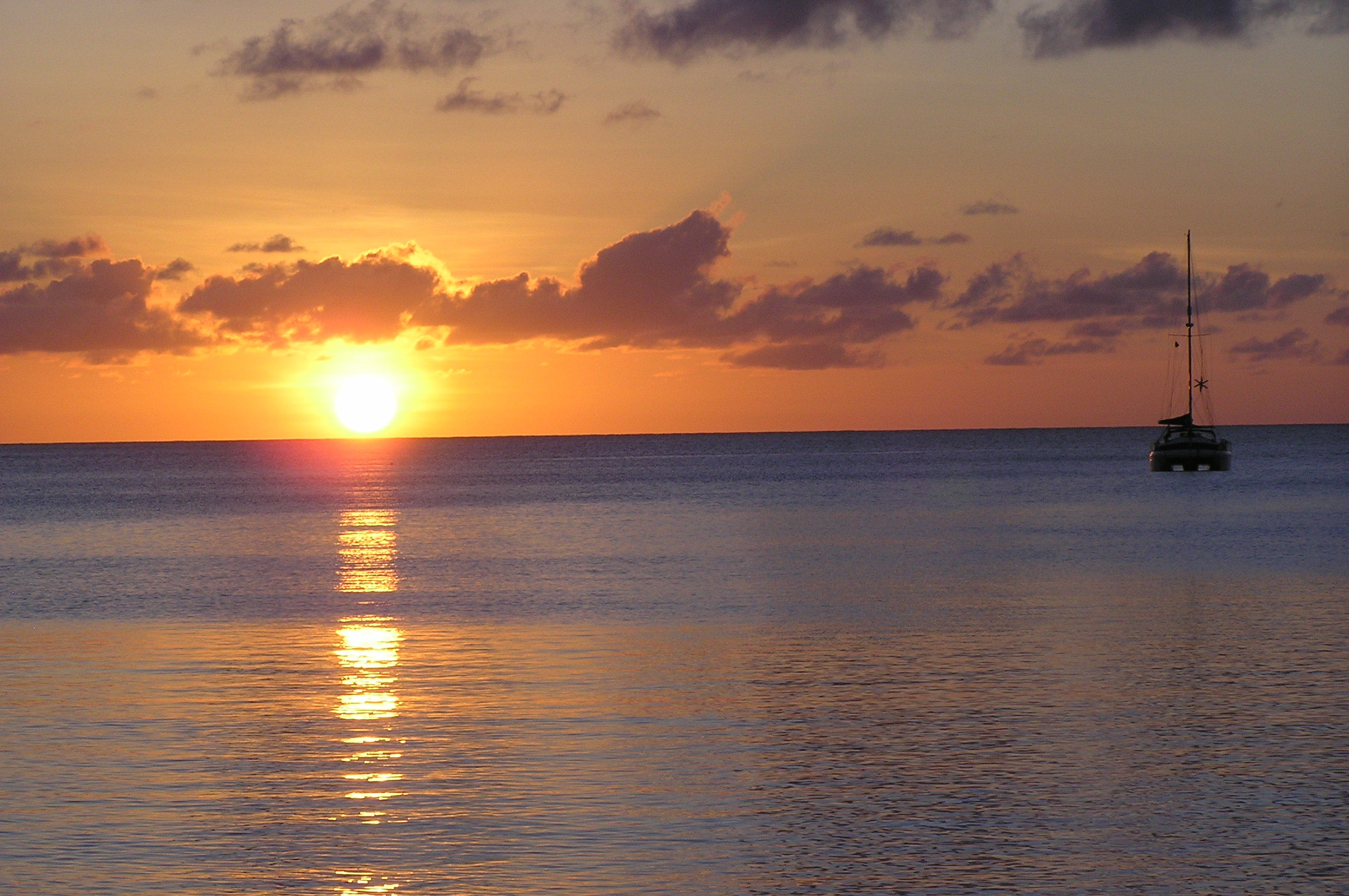
تصویری از غروبی در هوای معتدل گرنادا

آب و هوای گرنادا گرمسیری است که توسط بادهای بسامان شمال شرقی معتدل می‌شود.
فراوانی آب در درجه اول ناشی از آب و هوای گرمسیری و مرطوب است. بارندگی سالانه که عمدتاً توسط بادهای بسامان (تجاری) گرم و پر از رطوبت شمال شرقی ایجاد می‌شود، از بیش از ۳٬۵۰۰ میلیمتر (۱۳۷٫۸ اینچ) در دامنه کوه‌های بادگیر تا کمتر از ۱٬۵۰۰ میلیمتر (۵۹٫۱ اینچ) در مناطق پست متغیر است. بیشترین بارش ماهانه در سراسر گرنادا از ژوئن تا نوامبر ثبت می‌شود، ماه‌هایی که احتمال وقوع طوفان‌های استوایی و بیشتر است. بارش باران از دسامبر تا مه کمتر است، زمانی که سامانه کم‌فشار استوایی به سمت جنوب حرکت می‌کند. به‌طور مشابه، بیشترین رطوبت، معمولاً نزدیک به ۸۰ درصد، در ماه‌های بارانی و مقادیر از ۶۸ تا ۷۸ درصد در دوره خشک‌تر ثبت می‌شود. میانگین دمای ۲۹ درجه سلسیوس (۸۴٫۲ درجه فارنهایت) در طول سال ثابت است به جز کمی خنک‌تر در ارتفاعات. با این وجود، تغییرات دمای روزانه در یک دوره ۲۴ ساعته قابل ملاحظه است: بین ۲۶ و ۳۲ درجه سلسیوس (۷۸٫۸ و ۸۹٫۶ درجه فارنهایت) در طول روز و بین ۱۹ و ۲۴ درجه سلسیوس (۶۶٫۲ و ۷۵٫۲ درجه فارنهایت) در شب.